# El Santuario, Totutla
El Santuario är en ort i Mexiko.   Den ligger i kommunen Totutla och delstaten Veracruz, i den sydöstra delen av landet, 230 km öster om huvudstaden Mexico City. El Santuario ligger 985 meter över havet och antalet invånare är 538.
Terrängen runt El Santuario är kuperad. Runt El Santuario är det ganska tätbefolkat, med 214 invånare per kvadratkilometer. Närmaste större samhälle är Huatusco de Chicuellar, 15,7 km sydväst om El Santuario. I omgivningarna runt El Santuario växer huvudsakligen savannskog.